# Chiesa della Conversione di San Paolo (San Paolo d'Argon)
La chiesa della Conversione di San Paolo è il principale luogo di culto cattolico di San Paolo d'Argon in provincia e diocesi di Bergamo; fa parte del vicariato di Trescore Balneario.
La chiesa conserva opere di importante interesse artistico di Giovan Battista Caniana, Antonio Balestra e altri.

## Storia
La storia della chiesa di San Paolo d'Argon segue quella del monastero che fu edificato in onore dei santi Pietro e Paolo dai monaci sul fondo donato con atto del 19 maggio 1079 dal conte Giselberto di Bergamo. La costruzione della chiesa risulta fosse terminata nel 1092, ma consacrata dal vescovo di Bergamo Lanfranco solo l'11 aprile 1198, con i privilegi concessi dal papa Callisto II del 1121 e di papa Onorio II del 1125. Seguirono poi doni e acquisti di terreni, fabbricati e beni del castello con atti del 1126 da parte della nobiltà locale a favore del monastero.
Il territorio di San Paolo indicato con il termine di "Bucone" o "Buzoni", aveva nel Duecento la presenza di due edifici di culto, quello intitolato a San Paolo è indicato nella lista delle chiese del territorio di Bergamo che dovevano versare un censo alla Santa Sede di Roma, lista redatta nel 1260, l'"ecclesia" di San Pietro e quella di San Lorenzo erano inserite nella chiese di Telgate. Il monastero divenne con il tempo un importante priorato benedettino affiancatosi a quelli di San Giacomo di Pontida e di Sant'Egidio di Fontanella. Papa Paolo II concesse il monastero in commenda nel 1466 a Giovanni Battista Colleoni nipote del condottiero Bartolomeo Colleoni.
Nel 1496 la chiesa e il monastero furono annessi con bolla pontificia di papa Alessandro VII alla congregazione di Santa Giustina di Padova poi cassinese, portando poi a una ristrutturazione degli edifici conseguenti al passaggio dall'ordine cluniacense a quello cassinese, poi soppresso nel 1797.
La chiesa non era soggetta alla giurisdizione del vescovo di Bergamo, pur essendo comunque oggetto di visite pastorali da parte del pastore, perché potesse verificare come veniva seguita l'istruzione dei fedeli da parte dei monaci. Fu quindi visitata l'11 ottobre 1575 da san Carlo Borromeo arcivescovo di Milano. Dalla relazione si evince che era parrocchiale in San Paolo d'Argon o "Buzoni" inserita nella pieve di Telgate, retta da un curato mercenario nominato dai monaci, e vi era la congregazione della Misericordia Maggiore. Vi era inoltre in prossimità la chiese sussidiaria di San Giovanni Battista in Castro nonché due oratori erano dislocati dall'urbano cittadino intitolati a san Pietro e san Lorenzo.
La chiesa fu oggetto di ampliamento con la costruzione dell'altare di San Benedetto, con la nuova decorazione con gli affreschi del 1620 di Pietro Baschenis d'Averara e, a un ampio restauro per ripristinare i datti causati dal cedimento della torre campanaria.
Nel 1659 fu il vescovo san Gregorio Barbarigo a visitare la parrocchia e a documentare la presenza delle confraternite del Santissimo Sacramento, del Santissimo Rosario, la scuola della dottrina cristiana e la confraternita del Riscatto, e che era sotto il giuspatronato dei monaci.
La chiesa fu inserita nel 1666 nel “Sommario delle chiese di Bergamo”, elenco redatto dal cancelliere della curia vescovile Giovanni Giacomo Marenzi. Dal documento si deduce che vi erano sette altari gestiti dai monaci e in prossimità la chiesa della Beata Vergine Maria sul Monte.
Durante la visita del vescovo Giovanni Paolo Dolfin del 17 luglio 1785, il parroco fece una relazione che fu allegata agli atti, dalla quale si evince che all'altare maggiore era eretta la scuola del Santissimo Sacramento, la confraternita della Beata Vergine del Riscatto e il consorzio di Sant'Andrea. Nel 1861 la chiesa era inserita nello stato del clero di Bergamo con il giuspatronato dell'ospedale maggiore di Bergamo nel vicariato di Seriate a causa delle soppressioni napoleoniche dell'ordine monastico del 1797, e successivamente in quello di Gorlago.
Nel 1912 fu incaricato l'architetto Luigi Angelini a compiere lavori di restauro e rifacimento della scalinata d'accesso alla parte presbiteriale.
Con decreto del 27 maggio 1927 del vescovo Giulio Oggioni la parrocchia fu inserita nel vicariato locale di Trescore Balneario.

## Descrizione

### Esterno
La chiesa si presente con la facciata in marmo bianco di Zandobbio tripartita da doppie lesene salsate, e divisa in tre ordini di dimensioni a scalare, da due cornici marcapiano complete di piccole mensile.  Nell'ordine inferiore il grande ingresso principale è completo di colonne con zoccolatura e capitelli d'ordine ionico che reggono il timpano triangolare. Una finestra è posta centralmente nell'ordine superiore atta a illuminare l'aula ad arco ribassato con il decoro di un angioletto sulla parte superiore. Il terzo ordine presenta lateralmente due decori che si raccordano con la parte centrale dove vi è il simbolo del monastero di san Pietro con la spada, che concludono con due vasi a fiamma posti su due appoggi. Il frontone termina con il timpano triangolare non di ampie proporzioni.

### Interno
L'interno della chiesa a unica navata divisa da lesene in tre grandi campate conserva sette altari di ottima fattura. La navata centrale ospita nella volta a botte affreschi raffiguranti le stori di san Paolo e di san Benedetto realizzati da Giulio Quaglio il Giovane tra il 1712 e il 1736. La zona presbiteriale rialzata dalla gradinata composta da cinque gradini si presenta a pianta quadrata terminante con l'abside con coro a catino. L'aula completamente decorata di dipinti e stucchi conserva opere anche di artisti d'ambito bergamasco e bresciano del XVII e XVIII secolo di Giovan Battista Caniana, Francesco Barbieri, Antonio Balestra, Gregorio Lazzarini due tele raffiguranti storie della vita di san Benedetto e di san Mauro, Sebastiano Ricci, Paolo De Matteis e Giuseppe Maria Crespi due tele raffiguranti Il Martirio di San Giovanni e Sant’Andrea,  Sant’Alessandro condotto al martirio e i santi Fermo e Rustico in prigione.